# 上宮高等学校
上宮高等学校（うえのみや こうとうがっこう、英: Uenomiya Senior High School）は、大阪府大阪市天王寺区上之宮町に所在する私立高等学校。
浄土宗の支校を源流とする大阪で最古の私学で、長らく男子校だった。併設「上宮中学校」は廃止され、2018年（平成30年）新たに上宮学園中学校が開校した。兄弟校として上宮太子高等学校（大阪府南河内郡太子町）が、姉妹校として東山中学校・高等学校（京都府）、鎮西中学校・高等学校（熊本県）、酒田南高等学校（山形県）などがある。

## 概要
浄土宗知恩院派によって1890年（明治23年）創立の浄土宗教校大阪校を前身としている。1912年（明治45年）3月に旧制中学校として設立を文部省から認可（告示第86号）。太平洋戦争後の学制改革に伴う新制の高等学校として1948年（昭和23年）に設置された。
校舎（本館および新校舎）は、大阪府近代化遺産（建造物等）となっている。図書館は府内の学校でも5本の指に入る広さと5万冊を超える蔵書数（年2回新しい本を約1000冊購入している）。江戸時代の掛け軸など多数の歴史的学術資料を有している。
織田作之助の文学にも登場する。2007年春には、直木賞作家司馬遼太郎の在校時の作品が発見された。
大阪府内でも珍しい屋内プールがあり、水泳活動が年中できる。
2011年度より男女共学に移行した。

## 沿革
かつて高安高等学校・中学校という系列校が存在したが、戦後まもなく廃校となっている。併設の「上宮中学校」と系列の「上宮太子中学校」の廃校の詳細については、上宮学園中学校を参照。

### 年表
- 1890年（明治23年） - 淨土宗大阪支校設立（現・天王寺区生玉町）
- 1894年 - 南区上之宮町に新築移転（現在地）
- 1898年 - 第六敎校になる
- 1901年 - 学制変更により修業年限4年を5年に変更
- 1905年 - 第六・第七聠合敎校になる
- 1906年 - 文部大臣より中学校（旧制）同等と認定
- 1912年 - 「財團法人上宮中學校」設立。 3月26日、「上宮中學校」設置を認可（文部省の告示第86号）。4月に開校
- 1916年（大正5年） - 校舎1棟（木造）6教室を新築
- 1917年 - 上宮中學校第1回卒業式（32名）
- 1918年 - 講堂を含む本館1棟（木造）を増築
- 1929年（昭和4年） - 鉄筋本館（現1号館）竣工
- 1939年 - 鉄筋校舎（現2、3、4号館）竣工
- 1945年 - 本校舎がアメリカなどGHQ占領軍に接収される。四天王寺にある大江國民學校の校舎を借用（現・大阪市立大江小学校）
- 1946年 - 戦災で廃校となった清堀國民學校へ移転（清堀校舎。現・大阪市立高津中学校の場所）
- 1947年 - 学制改革に伴い、新制の「上宮中学校」発足
- 1948年 - 4月1日、新制の「上宮高等学校」として認可、発足
- 1951年 - 南校校舎（木造）竣工。「学校法人上宮学園」へ組織変更
- 1952年 - 本校舎接収解除。清堀校舎より本校舎へ復帰
- 1957年 - 水泳プール竣工
- 1963年 - 5号館竣工
- 1965年 - 天文台ドーム竣工
- 1966年 - 大阪府太子町に太子町校地を造成、完了
- 1967年 - 上宮中学校の募集休止（事実上の廃校）
- 1968年 - 太子町鉄筋校舎竣工
- 1969年 - 南校舎解体除去
- 1972年 - 高3二コース制実施
- 1973年 - 高3三コース制実施
- 1974年 - 高2二コース制実施
- 1975年 - 高3四コース制実施
- 1979年 - 小林学園長記念奨学基金を設定。太子町鉄筋校舎並びに合宿所竣工
- 1981年 - 総合体育館竣工
- 1984年 - 英数コースを設置
- 1985年 - 上宮中学校を復活する形で、太子町に「上宮中学校」開校。中学校体育館竣工
- 1988年 - 「上宮高等学校太子町学舎」開校
- 1989年（平成元年） - 太子町学舎外部募集開始。太子町学舎新校舎竣工
- 1991年 - 太子町学舎が「上宮太子高等学校」として独立
- 1993年 - 新たに「上宮中学校」を天王寺区に開校（太子町の上宮中学校を「上宮太子中学校」と改称）
- 2002年 - 上宮中学校に特進コースを設置
- 2007年 - 上宮高等学校に「パワーコース」開設。高大連携の推進強化策として、近畿大学・奈良育英学園との3学校法人間で、「21世紀教育連携パートナーシップ協定」を締結。龍谷大学との間で、高大連携に関する協定を締結
- 2008年 - 上宮高等学校に「プレップコース」開設
- 2011年 - 男女共学化
- 2012年 - 7号館竣工
- 2018年 - 上宮中学校と上宮太子中学校の廃止が決まり（募集停止）、新たに「上宮学園中学校」が天王寺区に開校[2]
- 2019年（令和元年） - 南敷地に校舎完成（創立130周年記念事業の一環）

## 基礎データ

### アクセス
- 近鉄大阪上本町駅 徒歩6分
- Osaka Metro谷町線・千日前線谷町九丁目駅 徒歩10分
- JR大阪環状線桃谷駅 徒歩12分
- 大阪シティバス「上本町八丁目」停留所 徒歩2分

### 象徴
校訓・学順
- 校訓は「正思明行」（せいしめいこう）で、「正しく考え、明らかに行動する」という意味である[3]。
- 学順とは、上宮独自の教訓のことである。

「一に掃除、二に勤行、三に学問」であり、身の回りを学習に専念できる環境に整えてから、学問に励む、という意味である。
勤行の読み方は上宮内だけの特殊な読み方で「ごんぎょう」ではなく「きんぎょう」である。
校歌
浄土宗宗歌と同じく法然上人の詠んだ歌で、「月影」と呼ばれており、日本で一番短い校歌としても有名でテレビで取り上げられたこともある。
制服
2020年（令和2年）制服のデザインを変更。男子の制服は紺色のブレザーとネクタイとなった。それ以前は幾度もリニューアルされており、男女共学化に合わせて2011年に男子の制服をダークグレーに変更。それ以前は灰色で、2008年度入学生までは黒の詰襟だった。

## 設置学科・コース
- 普通科
  - パワーコース - 難関国立大学進学を目指す[4]
  - 英数コース - 国公立大学進学を目指す[4]
  - プレップコース - 「高校・大学連携入試」や「指定校制推薦入試」を活用[4]

## 部活動
硬式野球部は、春8回・夏1回甲子園に出場しいる。春は優勝1回（第65回大会）、準優勝1回（第61回大会）、4強2回（第53回大会・第69回大会）、8強2回（第58回大会・第60回大会）、夏は8強1回（第71回大会）の成績を残している。
また、日本の中学校、高等学校で初のクリケットチームが創設され、国際大会に選出。2014年冬季五輪ソチオリンピックでは、3年生の平岡卓がスノーボード男子ハーフパイプで銅メダルを獲得している。
そのほか全国大会に出場したクラブ活動としては、剣道部、ソフトテニス部（2010年、2015年インターハイ全国優勝）、フェンシング部、水泳部、柔道部、卓球部、バレーボール部（1990年インターハイ全国優勝）、ダンス部などがある。

## 学校行事
修学旅行は、英数コースと総合（プレップ）コースはドイツ4 - 5泊6日、六カ年一貫コースはチェコ・ドイツ5 - 6泊7日。2019年までの数年間はテロ等の安全面により、オーストラリアとなっていた。パワーコースは勉学旅行として7泊9日でアメリカのボストンとニューヨーク。かつて中国やイギリス・フランスだった時代もある。

## 不祥事
2012年夏、夏山山行の合宿のため奈良県を訪れていた山岳アウトドア部の生徒、引率教員合わせて12名が、下山予定時刻を過ぎても帰宅せず連絡が取れなくなるという事件があり、マスコミ各社にも取り上げられた。

## 学園関係者と組織

### 関連団体及び会
- 上宮高等学校同窓会 - 同窓会。固有の団体名は無し。
- 上宮剣道部OB会
- 上宮水泳部OB会（上泳会）
- 上宮ラグビー部OB会（南野ビル ラグビー部マーラー）
- 上宮紳士の会

### 関係者一覧
政治
- 古本伸一郎 - 愛知県副知事、衆議院議員
- 西尾正也 - 大阪市長（第15代）
- 山田知 - 西宮市長（公選第7代）
- 広瀬慶輔 - 寝屋川市長
- 中尾辰義 - 参議院議員

経済
- 城戸淳二 - 有機ELの発明・開発者で世界的権威。山形大学教授
- 平岡英信 - 学校法人清風学園（清風中学校・高等学校）理事長
- 吉野伊佐男 - 吉本興業元会長。上方漫才協会名誉会長

文化
- 有栖川有栖 - 推理作家
- 大西健丞 - ピースウィンズ・ジャパン代表
- 奥正孝 - 吉本興業よしもとクリエイテブカレッジ設立委員。東京富士大学経営学部教授
- 清原伸彦 - 日本体育大学名誉教授（集団行動学）。元日体大水球部監督・水球オリンピック日本代表監督
- 司馬遼太郎 - 直木賞受賞小説家、ノンフィクション作家。元産経新聞記者
- 壺井繁治 - 壺井栄の夫。ジャーナリスト、詩人
- 永井健治 - 大阪大学栄誉教授、元日本生物物理学会副会長
- 西村公朝 - 仏師。元美術院国宝修理所所長、元東京芸術大学教授
- 西村公児 - 通信販売コンサルタント。多摩大学経営情報学部教員
- 向江璋悦 - 弁護士。中央大学真法会理事長
- 千坂恭二 - 評論家、思想家
- 長島義明 - 写真家、Photographer

芸能
- 北上弥太郎
- 戸浦六宏 - 俳優
- 桜りん（有咲りん） - シンガーソングライター
- 石原愼一郎 - ミュージシャン「EARTHSHAKER」
- 海部剛史 - 俳優
- 桜木健一 - 俳優
- 高橋和勧 - 俳優、映画監督。内閣官房地域活性化伝道師
- 二井原実 - ミュージシャン「LOUDNESS」
- 原田年晴 - アナウンサー
- 平田雅輝 - アナウンサー
- 福田進一 - クラシックギター奏者
- 福場俊策 - 俳優
- 星田英利 - お笑い芸人。旧芸名は「ほっしゃん。」
- 松田モトキ - 作詞家
- 華井二等兵 - お笑い芸人

スポーツ
野球
- 一枝修平 - 元プロ野球選手
- 市原圭 - 元プロ野球選手（福岡ダイエーホークス、中日ドラゴンズ、大阪近鉄バファローズ）
- 江本晃一 - 元プロ野球選手
- 大場豊千 - 元プロ野球選手（読売ジャイアンツ）
- 小野寺在二郎 - 元プロ野球選手（千葉ロッテマリーンズ）
- 片平晋作 - 元プロ野球選手
- 金村大裕 - 元プロ野球選手（阪神タイガース、韓国SKワイバーンズ）
- 久保孝之 - 元プロ野球選手（福岡ダイエーホークス）
- 国木剛太 - 元プロ野球選手（広島東洋カープ）
- 黒田博樹 - 元プロ野球選手（広島東洋カープ）・元メジャーリーガー
- 小森哲也 - 元プロ野球選手（中日ドラゴンズ）
- 下敷領悠太 - 元プロ野球選手（千葉ロッテマリーンズ）
- 種田仁 - 元プロ野球選手（中日ドラゴンズ、横浜ベイスターズ、埼玉西武ライオンズ）
- 筒井壮 - 元プロ野球選手（中日ドラゴンズ、阪神タイガース）
- 徳田将至 - 元プロ野球選手
- 笘篠賢治 - 元プロ野球選手（東京ヤクルトスワローズ、広島東洋カープ）
- 笘篠誠治 - 元プロ野球選手（西武ライオンズ）
- 中田宗男 - 元プロ野球選手
- 中村豊 - 元プロ野球選手（日本ハムファイターズ、阪神タイガース）
- 田中秀昌 - 高校・大学野球指導者（元同校野球部監督）
- 西浦克拓 - 元プロ野球選手（北海道日本ハムファイターズ、独立リーグ大阪ゴールドビリケーンズ）
- 西山秀二 - 元プロ野球選手
- 的場直樹 - 元プロ野球選手（福岡ソフトバンクホークス、千葉ロッテマリーンズ）
- 三木肇 - 元プロ野球選手（東京ヤクルトスワローズ、北海道日本ハムファイターズ）
- 三木仁 - 元プロ野球選手（大阪近鉄バファローズオリックス・バファローズ。三木肇の弟）
- 光山英和 - 元プロ野球選手
- 宮田正直 - 元プロ野球選手
- 元木大介 - 元プロ野球選手（読売ジャイアンツ）
- 柳沢高雄 - 元プロ野球選手
- 薮田安彦 - 元プロ野球選手・元メジャーリーガー（千葉ロッテマリーンズ、カンザスシティ・ロイヤルズ）
- 山田真介 - 元プロ野球選手（読売ジャイアンツ、広島東洋カープ、阪神タイガース）
- 山中雅博 - 元プロ野球選手
- 渡辺正人 - 元プロ野球選手（千葉ロッテマリーンズ、独立リーグ信濃グランセローズ）。

その他スポーツ
- 内本隆文 - ソフトテニス選手
- 阿南卓 - 元バレーボール選手
- 大西優希 - ラグビー選手
- 岡部崇人 - ラグビー選手
- 丹山禎昭 - 元バレーボール選手
- 成田緑夢 - フリースタイルスキー（ハーフパイプ）、スノーボード、トランポリン、陸上選手
- 花野裕祥 - 元バレーボール選手
- 平岡卓 - 2014年冬季五輪ソチオリンピックスノーボード男子ハーフパイプ銅メダリスト
- 山上烈 - 本校の野球部元監督
- 遊澤亮 - 元卓球選手
- 糀谷博和 - 元卓球選手、社会保険労務士
- 一岡義典 - 元プロゴルファー